# Baseodiscus unicolor
Baseodiscus unicolor är en djurart som tillhör fylumet slemmaskar, och som beskrevs av Stiasny-Wijnhoff 1925. Baseodiscus unicolor ingår i släktet Baseodiscus och familjen Valenciniidae. Inga underarter finns listade i Catalogue of Life.